# Brent Butt
Brent Butt (Tisdale (Canada), 3 augustus 1966) is een Canadese stand-upcomedian, acteur en schrijver. Butt is het best bekend door zijn rol van Brent Leroy in de door hem bedachte Canadese sitcom Corner Gas. Hij is getrouwd met Nancy Robertson.

## Carrière
Butt groeide op in de kleine gemeenschap Tisdale in Saskatchewan, Canada. Hij was de jongste van zeven kinderen. Op 20-jarige leeftijd verhuisde hij naar Saskatoon om als stand-upcomedian op te gaan treden in een pas geopende comedy club. Na vier maanden werd hem de kans geboden om op tournee te gaan. Een jaar later was hij hoofdact in Toronto. 4 jaar na zijn eerste optreden had hij zijn eigen gala-performance op het Just For Laughs festival in Montreal.

## Filmografie
- The Kids in the Hall (televisieserie) 1992
- Maniac Mansion (televisieserie) 1992
- Get Serious: Seven Deadly Sins (televisieserie) 1995
- Millennium (televisieserie) 1997
- The X-Files (televisieserie) 1998
- Chill (telefilm) 1998
- Dudley Do-Right (film) 1999
- Screwed (film) 2000
- Becoming Dick (telefilm) 2000
- Duets (film) 2000
- Rider Pride (korte film) 2001
- Big Sound (televisieserie) 2001
- Cold Squad (televisieserie) 2003
- Robson Arms (televisieserie) 2005
- Corner Gas (televisieserie) 2004-2009
- Hiccups (televisieserie) 2011-2011